# AK Steel
Die AK Steel Corporation ist ein amerikanischer Stahlproduzent mit Hauptsitz in West Chester Township in Ohio. Seit März 2020 gehört er dem Bergbauunternehmen Cleveland-Cliffs Inc.

## Geschichte
Gegründet wurde AK Steel 1899 als The American Rolling Mill Company (abgekürzt ARMCO) in Middletown, Ohio. 1910 eröffnete das Unternehmen ein weiteres Werk in Ashland, Kentucky. Gegen Ende der 1940er Jahre wurde der Firmenname in Armco Steel Corporation geändert.
1978 folgte eine erneute Umbenennung des Unternehmens in Armco Inc. und 1985 erfolgte die Verlegung des Unternehmenssitzes nach New Jersey. Nur wenige Jahre später ging das Unternehmen eine Partnerschaft mit der Kawasaki Steel Corporation und der Itōchū Shōji ein.
Seit 1994 trägt AK Steel seinen heutigen Namen und seit 2007 befindet sich der Sitz in West Chester Township, Ohio. Zwischen 2008 und 2011 wurde AK Steel im S&P 500 an der New York Stock Exchange gehandelt. AK Steel hat Niederlassungen in Köln, Breda, Suresnes, Barcelona, Genua und Stevenage. Die Produktion in den USA ist auf sieben Stahl- und Eisenwerke verteilt, davon Coshocton, Mansfield, Middletown und Zanesville in Ohio, Butler in Pennsylvania, Rockport in Indiana und Dearborn in Michigan. Das Tochterunternehmen AK Tube LLC hat Fabriken in Walbridge, Ohio und in Columbus, Indiana.
Im Dezember 2019 verkündete AK Steel einen Zusammenschluss mit Cleveland-Cliffs Inc. Dies war im März 2020 vollzogen.

## Produkte und Produktionsmenge
2015 stellte AK Steel etwas über 6 Mio. t Stahl her, unlegierte Stähle, rostfreie Stähle und Elektroblech. 2019 lieferte AK Steel 4,84 Mio. t Flachstahl aus. Außer Stahl wird auch ARMCO-Eisen produziert, ein relativ reines Weicheisen mit maximal 0,02 % Kohlenstoff.